# 中田平
中田 平（なかた ひとし、1946年 - ）は、日本の情報学者、翻訳家。金城学院大学名誉教授（元・現代文化学部情報文化学科教授）。特定非営利活動法人東海インターネット協議会理事長。デジタルエステイト株式会社代表取締役社長。石川県金沢市出身。愛知県立瑞陵高等学校、愛知県立大学卒業、名古屋大学大学院文学研究科修士課程修了。
吉本隆明『共同幻想論』のフランス語翻訳者として知られる。
2014年3月に大学を定年退職したあとは、デジタルエステイトでの電子書籍出版業をメインに活動している。

## 著書

### 単著
- 『マクルーハンの贈り物：インターネット時代のメディアを読み解く』海洋堂出版、2003年8月。
  - 『マクルーハンの贈り物：インターネット時代のメディアを読み解く　2訂版』海洋堂出版、2006年8月。
- 『パリ生活3週間：モンパルナスにアパルトマンを借りて』デジタルエステイト、2016年11月。

### 共著
- 『ミシェル・フーコーと『共同幻想論』』吉本隆明との共著　丸山学芸図書、1999年3月。
  - 『追悼吉本隆明 ミシェル・フーコーと『共同幻想論』』デジタルエステイト株式会社、2012年8月。
- 『Moodle入門：オープンソースで構築するeラーニングシステム』井上博樹・奥村晴彦共著　海文堂出版、2006年9月。
- 『Google Appsの教科書』後藤昌人・加藤久昭との共著　海文堂出版、2010年3月。

### 翻訳
- ディミトリ・ダヴィデンコ Dimitri Davidenko『快傑デカルト――哲学風雲録』竹田篤司との共訳　Planetary classics　工作舎、1992年4月。
- アレクサンドル・デュマ『アンリ三世とその宮廷』デジタルエステイト、2016年9月。
- アレクサンドル・デュマ『ネールの塔　五幕九景ドラマ』デジタルエステイト、2016年9月。

## 出演

### テレビ番組
- テスト・ザ・ナゴヤ（2007年7月21日、名古屋テレビ）解説[3]